# Storia di Arezzo

## Storia

### Etimologia
L'etimologia del nome della città di Arezzo resta, nonostante le molteplici tesi addotte a fornirne una possibile prova d'origine, tuttora fondamentalmente ignota.
L'antica Arretium, forse abitata in origine dagli Umbri; dopo essere stata una delle più cospicue lucumonìe etrusche, divenne importante stazione romana, sulla via Cassia tra Cortona e Firenze (cfr. T. Livio, IX,37, "a Perusia, a Cortona et Arretio, quae ferme capita Etruriae populorum ea tempestate erant", "da Perugia, da Cortona e Arezzo, che all'epoca erano le città più in vista del popolo etrusco"). Menzionato da autori classici ed iscrizioni coll'etnico Arretinus (T. Livio IX, 32; Plinio Nat. Historiae III, 53, ecc. ), il toponimo è stato discusso da Giacomo Devoto, che ne individua una base *ARRA appartenente ad uno strato linguistico preetrusco, anteriore al VIII secolo a.C., di significato assolutamente incerto ma non isolato, come non lo è il suffisso, avendo confronti col prenome etrusco Arnth (da un più antico *ARANTH, *ARUNTH), latinizzato in Arnus, col nome della gens latina Arria, il gentilizio latino Arrenius, l'idronimo Arrone ed altri. Quanto al mantenimento di A- in capo al nome, di contro alla tendenza dei toponimi toscani di perderla perché sentita come preposizione, viene osservato che in tal caso ciò non è avvenuto perché non vi è stata confusione con AD- (con conseguente *RETIUM) e si è mantenuta la lezione originaria Arezzo.
La base *ARRA del nome sarebbe riconducibile, sempre secondo il Devoto, a una fase preetrusca definita “tirrenica”. Potrebbe addirittura risalire a un'origine accadica (II millennio a.C.) da aradu od eredu, significanti “essere in declivio, piegare giù”, associabile a una città posta su un colle in declivo. Oltre alla città di Arezzo in Toscana, vi sono altri toponimi col medesimo nome, come un paese in provincia di Genova e uno vicino a Spoleto; sopra la conca del Fucino s'erge il monte Arezzo.
L'ipotesi è che Arezzo sia stata fondata da popoli di origine orientale-picena per poi essere stata inglobata dalla civiltà etrusca.
Alberto Nocentini, studioso e professore di Glottologia dell'Università di Firenze, reca altre attestazioni epigrafiche, come una leggenda monetaria areuizies in una semiasse proveniente da Arezzo e una fonte indiretta proveniente da una trascrizione cinquecentesca della Biblioteca Vaticana. Trattasi dell'epitaffio, risalente alla zona di Tarquinia, di Larthi Cilnei, una nobildonna (appartenente alla medesima gens di Mecenate), figlia di Luvkhumes Cilnies, descritto come an aritinar meani arsince, traducibile con “il quale in gioventù gli Aretini salvò” ; la forma può essere segmentata in ariti-, corrispondente ad Arezzo, e nel suffisso –na, onde si derivano gli aggettivi dai nomi, e nel plurale –ar, proprio dei sostantivi animati.
Secondo Franco Paturzo, storico che molto si è occupato di Arezzo e dell'Etruria antica, il toponimo, invece, non deriverebbe da un substrato piceno od italo-orientale, in quanto si trovano, ad esempio, anche un Aritzo nella provincia di Nuoro e Areitio nelle provincie basche, in Spagna. Ciò avvalorerebbe la tesi secondo cui il toponimo avrebbe origini prettamente mediterranee (la lingua basca non è d'origine indoeuropea ma autoctona) riconducibile ad un substrato ligure, ove per ligure s'intende una comunanza linguistica primigenia estesa su gran parte delle regioni sud-occidentali europee. Già Polibio (Storie, II, XVI) ci informa che in epoche estremamente arcaiche, addirittura forse anche prima del X secolo a.C., il territorio sopra Marsiglia sino ad Arezzo (nella valle del Casentino) sarebbe stato abitato da popolazioni di stirpe ligure, le quali avrebbero lasciato sui luoghi ove erano stanziate chiari esempi di stratificazione linguistica. Ad esempio, il punto più alto della città d'Arezzo ospitava l'antichissima chiesa di San Donato in Cremona (abbattuta dai francesi al tempo di Napoleone); il toponimo “Cremona” sembra appartenere all'area linguistica occidentale, mediterranea, e propriamente ligure. Da Sud, attraverso le valli del Tevere, s'infiltrarono probabilmente gli elementi indoeuropei, chiamati “Umbri”.
Infine proponiamo una nota simpatica e popolare ma degna di menzione; vi sono forme attestate d'epoca basso medievale in Aritio, evidente tentativo di arcaizzazione grafica ed ipercorrettismo. Tuttavia tale forma è rimasta a lungo nell'immaginario popolare, e tuttora taluni, seguendo la tradizione, sostengono ancora che l'antico nome di Arezzo fosse proprio “Arizzo”.

### Epoca Paleolitica
Abbiamo testimonianze precise sulla presenza, già in età paleolitica, di esseri umani che sono vissuti sul territorio. Ciò risulta principalmente dal rinvenimento casuale (in zona Olmo) di una porzione (una calotta) di cranio di homo sapiens, sepolto insieme ad altri animali che all'epoca popolavano il territorio, un cavallo, un bue e un elefante. Abbondanti sono i ritrovamenti di manufatti consistenti in schegge di pietra che servivano o per raschiare le pelli degli animali uccisi o come punte di lance non differenti da quelle trovate in Dordogna e altrove.
Scarsi reperti abbiamo invece dell'epoca successiva all'ultima glaciazione.
Col Neolitico e l'inizio dello sfruttamento dell'allevamento, divennero importanti molti corsi d'acqua, a seguito della nascita dell'uso della transumanza. Alcuni studiosi ipotizzano che tali corsi d'acqua abbiano assunto un valore sacrale col tempo e ciò si sia mantenuto in epoca etrusco-romana col culto della acque e di alcune fonti sacre.
Con ragionevole certezza, si può affermare anche una certa presenza villanoviana (secondo alcuni, civiltà proto-etrusca) ad Arezzo, se non altro per la posizione geografica ove si sviluppò tale popolamento e per alcuni ritrovamenti archeologici di ceramiche e di una fibula bronzea riportabile all'VIII secolo a.C. circa. Difatti, sappiamo che la civiltà villanoviana - così chiamata perché i primi ritrovamenti furono rinvenuti a Villanova, presso Bologna - possedeva un'avanzata abilità nelle tecniche metallurgiche.

### Gli esordi della città
Sulle origini della città di Arezzo non si hanno dati certi. Nel I millennio a.C. gli Umbri avviarono degli agglomerati costituiti da pastori e agricoltori verso un complesso unico che possiamo già chiamare città di Arezzo.

### Gli Etruschi

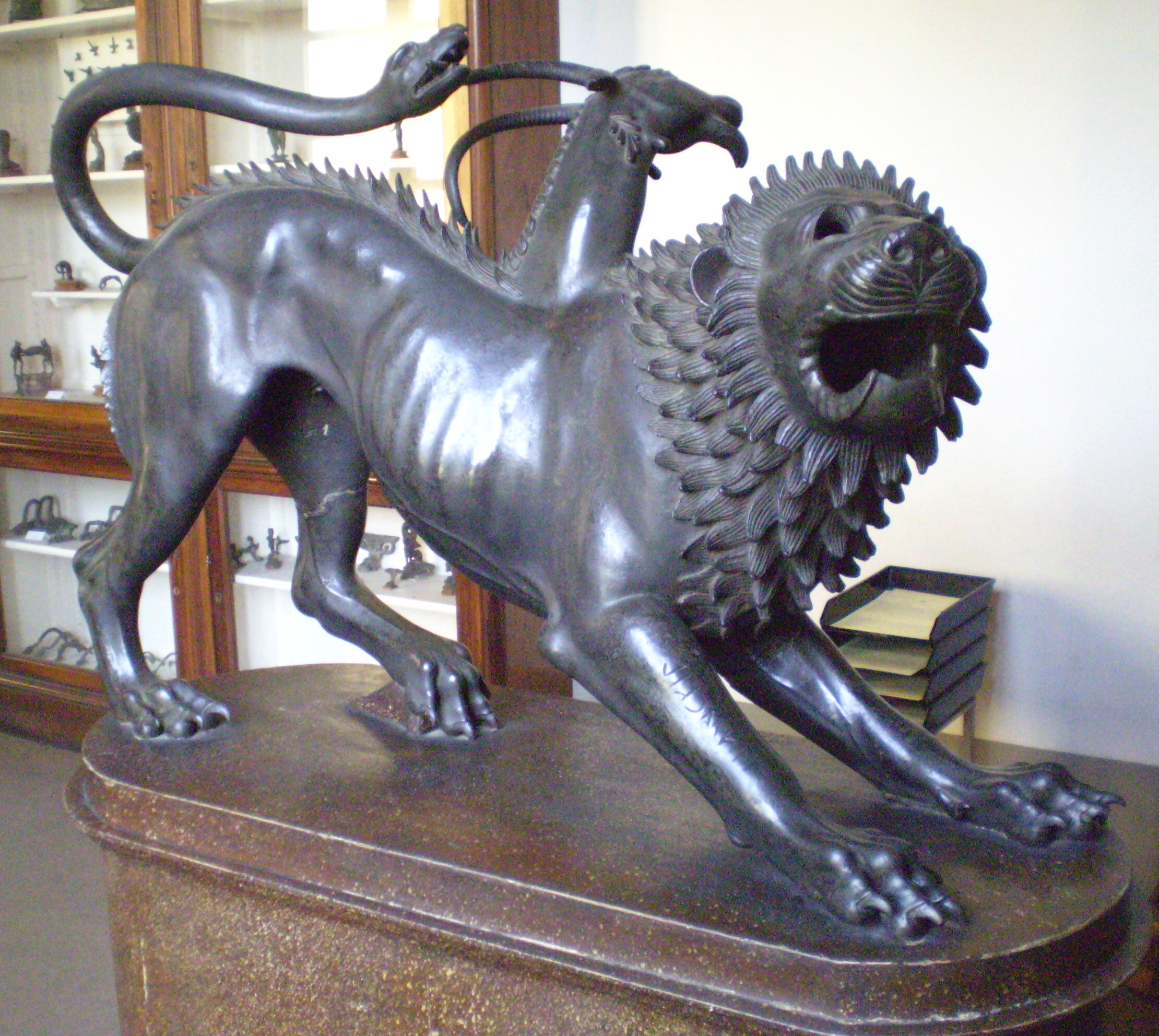
La "Chimera di Arezzo": un bronzo etrusco

I dati della storia di Arezzo in epoca proto-etrusca sono alquanto esigui; gli Etruschi diedero una spinta urbanizzatrice e posero le basi per il futuro sviluppo dell'insediamento, non più villaggio di pastorizia e stagionale transumanza, ma città. Già erano presenti popoli nel territorio tra le quattro valli, Valtiberina (da cui s'affacciavano genti di lingua indoeuropea come Umbri e Piceni), Casentino e Valdarno, e Valdichiana (Etruschi). La civiltà etrusca, attestata sin dalla fase più antica detta villanoviana nella prima età del ferro, in breve tempo assunse un ruolo di preminenza, mentre probabilmente le altre popolazioni furono inglobate, dando origine a quello che Giacomo Devoto definisce “un luogo d'incontro di correnti linguistiche e storico-culturali."
Con gli Etruschi, Arezzo ebbe la sua prima cinta muraria (V a.C.) e cessò di essere un villaggio di capanne dedito all'agricoltura e al commercio, diventando una lucumonia; nel IV secolo a.C. probabilmente la cinta muraria fu riedificata, raddoppiando. Il territorio, coltivato con mezzi ancora primitivi ed arretrati, fu riorganizzato e l'agricoltura migliorata con l'introduzione del maggese e la divisione della terre in pascoli e terreni coltivati, cosa che induce ragionevolmente a pensare a una divisione e stabile appropriazione dei campi.
Fra tutte le città della Tuscia, Arezzo fu una tra le più importanti, in quanto centro strategico del territorio (VII secolo a.C.), tanto dal lato militare quanto culturale ed economico (vasi, tombe, ecc., ritrovati sulle colline limitrofe).
Al Poggio del Sole, in seguito a scavi, fu trovata una necropoli nonché bronzi della Chimera e della Minerva.
Non sono state trovate invece sepolture circolari (Tholos falsa cupola) come quelle a Populonia e Cerveteri.
Verso il VI sec. a.C. (509 a.C.) gli Aretini aiutarono i Latini per la cacciata da Roma di Tarquinio Prisco. Arezzo tra il VII e il VI sec. a.C. raggiunse il massimo della sua civiltà per merito della lavorazione dei metalli.
Dopo questo periodo si cominciano a trovare reperti che lasciano individuare il centro urbano (Acropoli di San Cornelio, colle di San Donato, alcuni tratti di mura, Necropoli sul Poggio del Sole).
Sempre nel V sec. a.C. Arezzo entrò a far parte della Dodecapoli (Veio, Caere, Tarquinia, Vulci, Roselle, Vetulonia, Volsinii, Clusium, Perugia, Cortona, Arezzo, Volterra), ed è proprio a questo periodo appunto che risale la prima cinta muraria.
Arezzo stava intanto assumendo un notevole potere, tanto che poté partecipare a una guerra contro la crescente città di Roma agli inizi del VI secolo a.C. e sicuramente gli aretini erano presenti nell'esercito di Porsenna, re etrusco che per un periodo riuscì a mettere in seria difficoltà la città laziale.
Occorre ipotizzare che sicuramente Arezzo deve aver avuto dei rapporti con la potente città etrusca di Chiusi, avamposto militare a guardia del Casentino; tale città risulta, secondo i reperti, essersi inurbata non prima del VI secolo a.C. avanzato, facendo pensare ad un processo che colse press'a poco nello stesso periodo anche gli altri vicini importanti centri, Arezzo e Cortona. Numerose sono le testimonianze che confermano i rapporti commerciali tra le città, con Chiusi che esercitava innegabilmente un ruolo egemone, tanto che alcuni studiosi hanno addirittura ipotizzato che Arezzo sia stata un'“appendice” della lucumonia chiusina.
I ritrovamenti archeologici mostrano una sviluppata urbanizzazione, con abitazioni in prevalenza costruite in mattoni cotti, o pietra e mattoni crudi. Poveri invece sono stati i ritrovamenti funerari, con assenza di grandi strutture tombali e scarsità di corredi funebri (relativamente poveri e semplici), quasi tutti risalenti al VI secolo a.C. . Da qui è sorto il problema tra gli storici ed archeologi di dove fossero ubicate le tombe delle grandi famiglie aristocratiche, come ad esempio della gens Cilnia, antenata di Mecenate.
Nello stesso periodo l'attività fittile ebbe un grande sviluppo specialmente per le terrecotte decorative, e anche industriali, come avvenne poi per la metallurgia.
Nonostante le devastazioni compiute dai Greci di Siracusa e i rovesci militari (occupazione Sannita, invasione dei Galli, guerra di Veio), Arezzo non perse la sua importanza (IV sec. a.C.) nella lavorazione dei metalli (grazie anche alla ricchezza mineraria del sottosuolo) e del bucchero, e nell'espansione sui confinanti.
La potenza che Arezzo raggiunse intorno al IV-III secolo a.C., pare sia dipesa principalmente dal vasto territorio in cui la città si estendeva, e non tanto dal suo centro urbano, considerato comunque il punto principale della lucumonia. Studi recenti basati su fonti epigrafiche hanno dimostrato che la potente gens Cilnia s'inurbò solo in età relativamente recente, avendo origine dalla Valdichiana, ove aveva i possedimenti terrieri che gli avevano garantito potenza economica e di conseguenza anche politica. Una necropoli ritrovata in Valdichiana, reca ricche tombe di membri di tale famiglia, facendo presupporre che le ricche gentes, pur considerando Arezzo come il centro, preferissero rimanere ancorate ai vasti appezzamenti terrieri da cui traevano il loro prestigio. Da ricordare sono le principesche e ricchissime tombe ritrovate a Cortona.
Nel IV sec. a.C. cominciò la decadenza della potenza etrusca.

### I Romani
Dopo la caduta di Veio (396 a.C.), Roma estese la propria egemonia anche all'interno dell'Italia, fino alle popolazioni italiche sull'Appennino. Dopo la caduta pure di Cere (odierna Cerveteri) e Tarquinia, ormai il mondo etrusco era in completo declino, tanto che alle città sottomesse veniva imposto di assumere leggi ed istituzioni del diritto romano, (ottenendo la civitas sine suffragio) e senza però dover fornire contingenti militari. Di fatto, tuttavia, questa autonomia ed indipendenza relativa segnò il declino di tutta quanta l'Etruria.
Nel IV secolo a.C. Arezzo, Chiusi e Perugia si allearono per combattere i Romani ma senza successo e di conseguenza dovettero sottostare a Roma. Accresciutasi la potenza romana e aumentata la pressione verso le popolazioni etrusche (310 a.C.) anche Arezzo come altre città minori dovette arrendersi e allearsi con Roma.
Nonostante tutto ciò Arezzo rimase fino al III sec. a.C., da ogni punto di vista, una delle maggiori città d'Italia.
Una rivolta (301 a.C.) contro i dominatori romani dette luogo a un nuovo intervento di Roma che sedò la rivolta nel III sec. a.C.
Successivamente, Arezzo riuscì a mettere in piedi una lega di popoli (ivi compresi i Galli) per lottare contro Roma, ma questa nel 295 a.C. ebbe il sopravvento, per cui Arezzo e alleati dovettero fare atto di sottomissione a condizioni molto dure.
Nel 285 a.C. avvenne l'invasione dei Galli Senoni che strapparono Arezzo ai Romani, i quali persero 13000 soldati con i loro ufficiali. Arezzo dopo questo disastro fu sottoposta al saccheggio e alla distruzione da parte degli invasori. Roma nel 284 a.C. riuscì a rialzarsi e Arezzo fu ricostruita e protetta da nuove mura.
Nel III secolo a.C. si può dire che la romanizzazione dell'Etruria fosse quasi completa. Le vicende di Arezzo da questo momento in poi erano le stesse di Roma. In questo periodo i Romani vennero sconfitti dai Galli Gesati nei dintorni di Arezzo.
Nel 217 a.C. Annibale sconfisse i Romani nella battaglia del Trasimeno. Gli Etruschi Aretini in questa occasione tentarono di ribellarsi a Roma, ma inutilmente. Nel 205 a.C., durante le Guerre puniche, Arezzo offrì il suo aiuto militare ed economico a Roma nella lotta contro Cartagine. I Romani, sbarazzatisi di Annibale, continuarono la romanizzazione dell'Etruria (202 a.C.) e particolarmente di Arezzo e dintorni.
Il periodo che va dal 202 a.C. al 91 a.C. è caratterizzato da una stasi interrotta soltanto dagli avvenimenti relativi alla guerra sociale tra Mario e Silla. In questa, gli Aretini si allearono con Mario (91 a.C.) andando incontro successivamente alla vendetta di Silla risultato poi vincitore.
Arezzo dovette sopportare ogni sorta di atrocità e violenza e subito dopo la colonizzazione da parte dei Romani.
Nel 64 a.C. Arezzo dovette pure subire le conseguenze della disfatta di Catilina, nella quale perse la vita un numero imprecisato di persone.
Arezzo poi passò sotto il potere di Giulio Cesare, il quale provvide alla rinascita della città, incrementando l'economia e l'industria (soprattutto la ceramica).
Nel I sec. d.C. la ripresa di Arezzo avvenne rapidamente per rallentarsi poi fino a fermarsi nel secolo successivo

### Il Cristianesimo
Verso la metà del III secolo nella zona di Arezzo, soprattutto in città, si diffuse il Cristianesimo, mentre nelle campagne imperava ancora il Paganesimo. Nel 250 Arezzo diventò diocesi e sede vescovile. Il primo vescovo fu San Satiro (270?) al quale poi seguì San Donato (285?) martirizzato (7 agosto 304) durante la persecuzione di Diocleziano.
Con la pace costantiniana (313) sul Colle del Pionta accanto al cimitero e alla tomba di San Donato venne costruita la prima cattedrale dedicata a santo Stefano.
I Goti
Che i Goti fossero presenti in Toscana non è un fatto nuovo, l'ostrogoto Teodato (482-536), nipote del grande Teodorico, della dinastia degli Amali fu duca di Tuscia dal 534 al 536. L'etnonimo Goti, presente peraltro solo in Toscana, è concentrato nella parte sud-orientale della regione in corrispondenza della provincia di Arezzo, a cavallo tra Toscana, Umbria e Marche, che furono i luoghi dello scontro finale tra gli Ostrogoti ed i Bizantini di Narsete nella battaglia di Tagina presso Gualdo Tadino nel luglio del 552.

### I Longobardi
L'invasione dei Longobardi, (che discesero in Toscana poco prima del 575 ed occuparono Arezzo non molto tempo dopo), costrinse gli aretini a rifugiarsi sul Colle di San Donato, luogo ritenuto più sicuro, dove rimasero fino al XII secolo. Sotto il dominio di Rotari (636-652) avvenne una lite tra Arezzo e Siena per il possesso di una ventina di pievi. In questo periodo nella città di Arezzo il potere era nelle mani del vescovo Cunemondo (753?-782?) che qui fondò il primo monastero benedettino e sotto il cui dominio Carlo Magno pose fine nel 774 alla dominazione longobarda e dette inizio a quella dei Franchi.

### Dai vescovi ai vescovi-conti
Il dominio dei Franchi, che si estese sul territorio e la città di Arezzo non si affermò con la violenza ma con moderata saggezza anche nei riguardi della popolazione Longobarda ancora numerosa in Arezzo. Carlo Magno mirò piuttosto ad estendere anche ad Arezzo una riforma, portata avanti pure dai suoi successori, che favorì un ulteriore sviluppo delle strutture ecclesiastiche a tutto vantaggio dei vescovi che così si videro favoriti e arricchite e abbellite le loro chiese. Tra questi si ricordano: Pietro I (830?-850?) che ottemperò alla richiesta di Lotario che presso la Cattedrale del Colle del Pionta fosse istituita la “Canonica”. A lui successero Pietro II (853-865) e poi Giovanni (868?-900), sotto il quale la Cattedrale dal Pionta venne trasferita nella chiesa di San Pietro.

### I vescovi conti
Da Arnaldo in poi (1052), durante la lotta per le investiture, nelle mani del vescovo passò il potere temporale e religioso. Si creò la figura del vescovo-conte.
In questo periodo, ad Arezzo, i vescovi furono: Everardo (960), Elemperto (986-1010), Guglielmo (1010-1013?), Teodaldo (1023-1036), Immone (1036-1051), Arnaldo (1052-1062), Gregorio I (1104-1114).
Nel 1111 Arezzo subì l'occupazione, la devastazione e il saccheggio da parte dell'esercito di Enrico V per cui questi incorse successivamente (1115) nella scomunica da parte di papa Callisto II.
Nel 1122 terminarono le lotte tra Papato e Impero con il concordato di Worms tra Enrico V e il Papa: i vescovi-conti ripresero la loro autonomia in Arezzo come nelle altre città della Tuscia.
Ma, il potere dei vescovi-conti tendeva a perdere l'autorità che i Papi e l'imperatore avevano loro assegnato; ciò, più che altro per logoramento.
Gli aretini allora indignati, nel 1131, arrivarono al punto di assalire e distruggere il castello vescovile che era stato edificato fuori delle mura sul Colle del Pionta, luogo strategico per eccellenza.
In questo periodo si susseguirono come vescovi: Buiano (gennaio 1129 – 30 maggio 1134), Mauro (1134 – 1142), Girolamo (1144 – 1177).
Poiché il popolo o almeno gli estremisti, stavano recando danni alla cattedrale, il vescovo e il suo seguito decisero di trasferirsi dentro le mura e ciò avvenne nel 1203.
Verso il 1300 Arezzo cominciò a espandere il suo dominio ben oltre le vecchie mura dalla Val Tiberina fino al Casentino, sfiorando il Valdarno.

### Il libero comune
Quasi svanita l’autorità politica dei vescovi, gli aretini cambiarono forma di governo.
Il supremo potere era esercitato da un’assemblea generale di tutti i cittadini: una specie di parlamento, cui partecipavano le famiglie residenti da lungo tempo in città e che doveva discutere e decidere intorno ai bisogni e alle necessità di maggiore rilevanza.
Tuttavia, ciò non riuscì a eliminare le discordie, dovute ai vari orientamenti politici. Infatti, gli aretini si schierarono in due fazioni: Ghibellini e Tarlati da una parte, Guelfi dall’altra.
Alla rinnovata importanza politica, si accompagnò una fioritura culturale. La città si dotò di un’università, lo Studium, già attiva nel 1215 e i cui ordinamenti risalgono al 1252. Tale università diede i natali ai primi ingegni del panorama culturale, scientifico e letterale della Toscana. In particolare, tra essi brillarono:
- in ambito della nuova poesia lirica italiana, Guittone d’Arezzo e Cenne de la Chitarra;
- in ambito della scienza, Restoro d’Arezzo (o, più semplicemente, Ristoro), che, nel 1282, scrisse la prima opera scientifica in lingua volgare;
- in ambito della pittura e della scultura, Margaritone d’Arezzo, poi affiancato da maestri fiorentini e senesi, quali Cimabue e Pietro Lorenzetti.

In questo periodo (1282), la città era governata dai Guelfi, capeggiati dalla famiglia Bostoli. Il potere di tale famiglia durò dall’anno 1282 fino all’anno 1287. In particolare, nel 1287, fu siglato un accordo, tra la famiglia Bostoli e i Tarlati con il Vescovo Guglielmino Ubertini, che rese la Città di Arezzo ghibellina.
Nella famosa Battaglia di Campaldino, avvenuta nel 1289, l’esercito ghibellino aretino fu sopraffatto dalle preponderanti forse militari guelfe fiorentine e senesi. Gli eserciti vincitori, però, non riuscirono a espugnare la città, che seppe resistere eroicamente agli assalti. Così, Arezzo divenne maggiormente ghibellina, grazie anche all’odio nutrito nei confronti dei Guelfi di Firenze.
Le lotte interne fra i due maggiori partiti erano “intrecciate”, se così si può dire, con quelle esterne per l’allargamento del territorio cittadino.
All’interno, il conflitto per il potere si svolse tra la famiglia degli Ubertini e quella dei Tarlati. Nel 1312, Guido Tarlati ottenne la vittoria e, dunque, fu nominato “Signore a vita” della Città di Arezzo. Tuttavia, il clero gli tolse la sua protezione, poiché egli si era dato anima e corpo ai Ghibellini; infine, nel 1324, Guido Tarlati fu scomunicato da Papa Giovanni XXII, sotto l’accusa di eresia.

### La dominazione fiorentina
Nel 1328, morì Guido Tarlati e il governo della città fu assegnato ai fratelli Pier Saccone e Tarlato. Essi erano rivali del partito presieduto da Buoso degli Ubertini, nominato Vescovo da Papa Giovanni XXII.
Questo fatto, associato alle rivolte delle città assoggettate, alle guerre contro Perugia e alle avversità delle famiglie aretine più importanti, fece in modo che i Tarlati si trovassero in grande difficoltà a governare Arezzo.
Nel 1337, Pier Saccone dovette accettare, forse per desiderio di una pace duratura o forse per un compenso di una ingente somma di denaro da parte dei nemici, che i fiorentini predominassero su Arezzo per un certo periodo di tempo.
Nel 1343, essendo stato cacciato da Firenze il Duca di Atene, gli aretini, approfittando della situazione instabile, si ribellarono al potere di Firenze e riacquistarono la propria autonomia. Numerosi furono i tentativi, da parte di Firenze, di riconquistare il potere in città. Il più importante tra essi fu quello attuato dal Vescovo Giovanni degli Albergotti: costui non incontrò il favore popolare e, perciò, il tentativo fallì.
Nel 1384, Firenze approfittò delle lotte fra Carlo di Durazzo e Luigi d’Angiò, avviate per la conquista del trono di Napoli, e occupò la Città di Arezzo. Le milizie fiorentine riuscirono nell’impresa e, dunque, il potere passò nelle mani di Carlo di Durazzo. Tuttavia, egli delegò Jacopo Caracciolo di governare Arezzo.
Nel settembre del 1384, la città fu occupata dal condottiero francese Enguerrand de Coucy. Infatti, egli, durante la sua discesa in Italia, con la scusa di aiutare Luigi d’Angiò, saccheggiò completamente la Città di Arezzo. Nel frattempo, Jacopo Caracciolo fu costretto a rifugiarsi, assieme ai suoi soldati, nella fortezza, chiamata Cittadella.
Firenze corruppe il condottiero francese, attraverso la cessione di una forte somma di denaro (40 000 fiorini d’oro), ottenendo, ancora una volta, il dominio sulla Città di Arezzo.

### I Medici

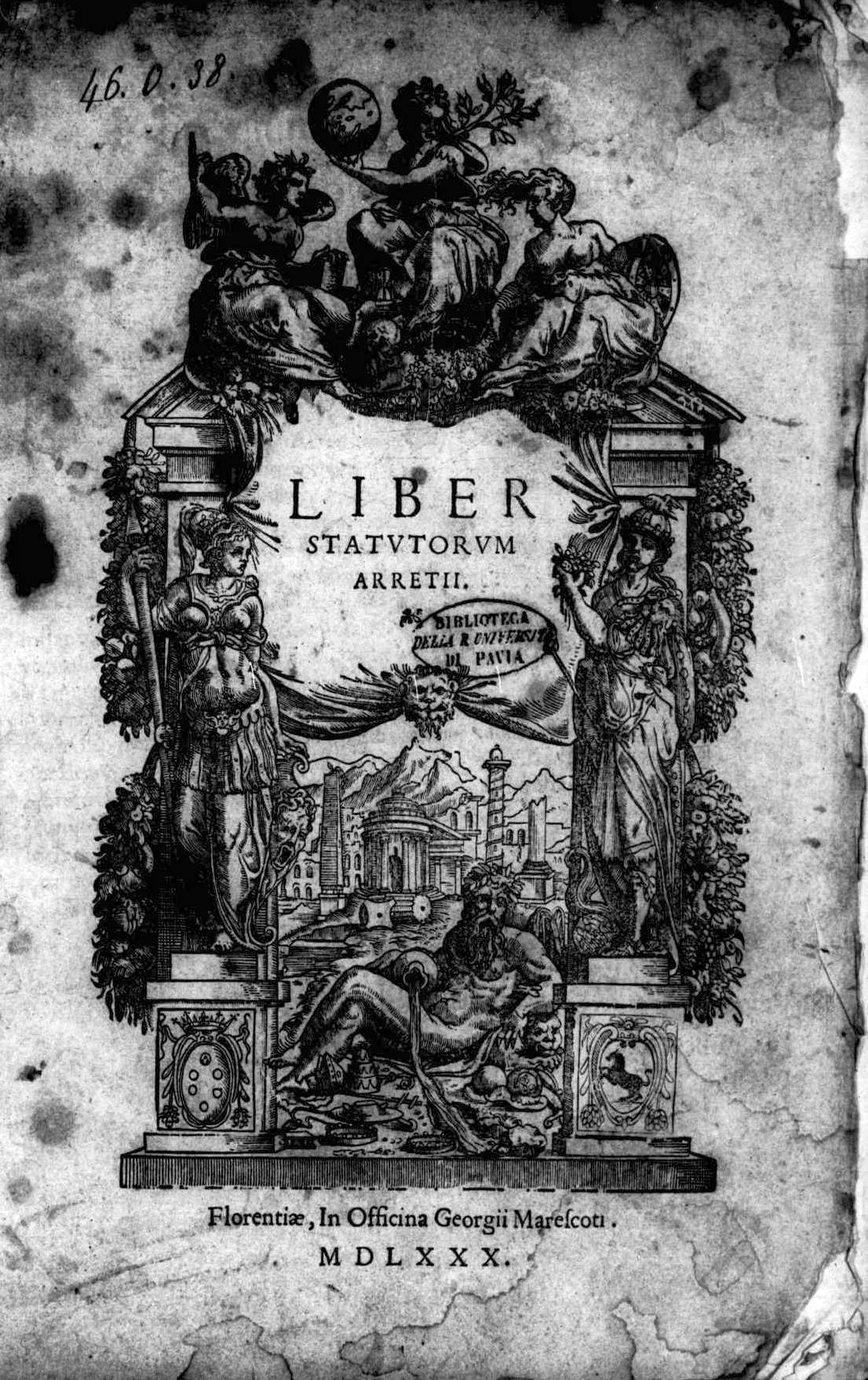
Gli statuti di Arezzo (Liber statutorum Arretii), 1580

La situazione ad Arezzo, (dal punto di vista demografico), all'inizio del Principato mediceo risultava confortante perché, la popolazione, rispetto ai dati dell'inizio del XIV secolo (circa 18 000 abitanti), era, come nelle altre città della Toscana, aumentata, (in totale si era arrivati a 22 698 abitanti).
Questo dato però non rimase costante per tutta la durata del Principato, secondo i risultati demoscopici del 1745, epoca in cui cessò la dominazione medicea.
Mentre a Pisa, a Pistoia, a Firenze, la popolazione era aumentata, ad Arezzo era successo l'inverso: dai 22 698 abitanti si era passati ad appena 17 610.
Tutto ciò ebbe inizio con la politica e il governo di Cosimo I (1519-1574), che modificò considerevolmente l'assetto urbano della città di Arezzo.
A partire dal 1539 Arezzo subì consistenti modifiche ad opera del Granduca, che rivoluzionò in grande parte la struttura urbana: chiese, palazzi, torri e interi quartieri furono distrutti. Fu distrutta tutta la città vecchia che sorgeva sul colle di San Donato, compreso il Palazzo Comunale e il Palazzo dei Capitani del Popolo, dodici chiese, il Palazzo Tarlati ed altre dimore gentilizie. Al loro posto venne edificata la Fortezza Medicea per controllare e dominare la città.
Nel 1561 il Granduca procedette anche alla distruzione totale del Centro Sacro di Pionta per erigere al suo posto una nuova cinta muraria e fortificare ulteriormente la Fortezza di Sangallo.
A Cosimo I successe Ferdinando I: l'unico Granduca che si possa ricordare per le sue opere ad Arezzo. Egli seppe ben investire il denaro ricavato dalle imposte sui suoi sudditi in una grande opera di bonifica della Val di Chiana.

### I Lorena
Con la morte dell'ultimo granduca mediceo Gian Gastone, nel 1737 terminò la dinastia dei Medici. La situazione generale lasciata da lui ad Arezzo era gravissima: un tracollo finanziario, il disordine dei tribunali ecc.
Ebbe così inizio la dinastia lorenese nella persona di Francesco II, che governò il Granducato tramite un consiglio di reggenza. I Lorena si rivelarono subito migliori dei Medici. Questo lo si vide specialmente col granduca Pietro Leopoldo (1765-1790) che provvide alla realizzazione ad Arezzo di opere di bonifica, alla costruzione di vie di comunicazione e altro ancora.
Nel 1790 a Leopoldo I successe il figlio Ferdinando III che come il padre contribuì alla rinascita di Arezzo che ancora oggi gli conserva, come del resto anche a Ferdinando I, un monumento.
Nel 1799 ad Arezzo arrivò al governo il nobile gonfaloniere Camillo Albergotti. In quello stesso periodo la Toscana veniva occupata dalle truppe napoleoniche che raggiunsero Arezzo il 6 aprile 1799. Arezzo fu occupata da pochi soldati francesi e cisalpini, sotto la guida del capitano Lauvergne; la città fu conquistata nonostante una forte resistenza dei suoi abitanti. Vennero allora istituite la municipalità e la guardia nazionale. Il popolo si organizzò e insorse contro lo straniero: il 6 maggio gli aretini ripresero la città; Lauvergne fu costretto alla fuga. Ma l'anno dopo (19 ottobre 1800) le truppe napoleoniche riconquistarono Arezzo, abbandonandosi successivamente a violenze e saccheggi.
Sconfitti i francesi, Arezzo come tutte le altre città toscane, ricadde sotto il potere dei Granduchi in seguito alle decisioni prese nel congresso di Vienna del 1814. Così ritornò al potere Ferdinando III che regnò fino al 1824. Gli succedette Leopoldo II che regnò dal 1824 al 1859 secondo le direttive dello stesso Congresso e fu riconosciuto come sovrano illuminato, saggio e operoso.
Questi fece di tutto affinché in Toscana fossero eseguite opere di grande importanza: furono portate a termine molte bonifiche, la sistemazione di ponti e strade, nonché la costruzione di una rete ferroviaria per adeguare la Toscana alle altre regioni europee più evolute.
La città di Arezzo, in particolare, fu abbellita con la sistemazione di vecchi edifici, di strade, piazze, chiese, nonché con la costruzione di nuovi quartieri. Da tutto ciò trasse un enorme impulso il commercio.
I Granduchi lorenesi provvidero a bonificare il territorio, eliminando, o almeno riducendo, la piaga della malaria.

### Dal Risorgimento all'Unità d'Italia
Gli Aretini si resero conto di tutto quello che stava accadendo nel resto d'Italia durante il Risorgimento e vollero dare il proprio contributo (sia pure modesto) per esser solidali con tutti coloro che combattevano gli Austriaci: inviarono 66 militari (aprile 1848) che si unirono ad altri due battaglioni provenienti dal napoletano e convogliati verso il nord.
Dal gennaio al dicembre 1849 governava in Arezzo il gonfaloniere Antonio Guadagnoli uomo saggio, onesto e attivo.
Dopo la fuga del granduca Leopoldo II, Firenze fu retta da un governo provvisorio presieduto da Francesco Guerrazzi. Il capovolgimento politico colse di sorpresa gli aretini, che si affrettarono a riunire, su invito del Guadagnoli, in un'adunata straordinaria del 12 febbraio 1849, i componenti del Seggio Magistrale della Comunità. Questi decretarono all'unanimità un'adesione formale al Governo Provvisorio. Tutto questo animò il patriottismo degli aretini che contribuirono a sostenere la causa nazionale offrendo volontariamente un'ingente somma di denaro per aiutare Venezia a liberarsi dagli austriaci.
Il Guerrazzi volle che a Firenze si ponesse mano ai lavori per il restauro di opere pubbliche e la sistemazione di quanto occorreva per i bisogni della cittadinanza, specialmente delle classi più povere. Arezzo non fu certo ultima nel recepire le necessità locali e si adoperò nella costruzione di un asilo infantile (27 febbraio 1849).
Nelle campagne aretine serpeggiava da tempo un malcontento dovuto a un complesso di cause, soprattutto economiche, e il dittatore Guerrazzi dovette intervenire ma inutilmente, perché il suo governo durò solo 15 giorni.
Il municipio di Firenze dopo essersi associato a una Commissione provvisoria di governo e approfittando della malsicura situazione il 12 aprile 1849 assunse il potere. Frattanto Il Municipio e la Commissione inviarono tre proclami agli altri comuni, in uno dei quali (il terzo), si affermava la sospensione dei poteri del Prefetto, dei Governatori e dei delegati di Provincia che venivano conferiti ai Municipi delle città.
Arezzo non si associò subito alle decisioni di Firenze, ma si limitò in ordine alla terza disposizione ad assumere la direzione della cosa pubblica. Nella seduta che si tenne in Prefettura il 14 aprile 1849 si valutò la questione dell'adesione al Municipio fiorentino e si stabilì di inviare a Firenze una rappresentanza per far conoscere quali erano le condizioni che poneva per una completa adesione. Intanto il Municipio di Arezzo sciolse la Guardia Nazionale ritenuta incapace di adempiere alle proprie funzioni e al suo posto creò la Guardia Civica (11 maggio 1849).
A questo punto il municipio di Firenze dovette richiamare il granduca Leopoldo II. Questi che si era rifugiato a Napoli, trovò opportuno, su consiglio di Vienna, di non ritornare subito in Toscana, per paura che le truppe Piemontesi invitate dalla Commissione Provvisoria di governo la occupassero. Sciolse pertanto come primo provvedimento la suddetta commissione e nominò al suo posto il conte Luigi Serristori, nell'attesa che tutta la Toscana venisse occupata dalle truppe austriache, cosa che avvenne in breve tempo. Il generale Winphen (29 maggio 1849) a capo delle truppe austriache transitò per Arezzo creando serie preoccupazioni dal punto di vista economico alla Municipalità aretina che dovette sborsare la somma di 4 000 lire per il mantenimento delle truppe.
Nonostante tutto questo i garibaldini riuscirono ad occupare i colli vicino ad Arezzo (colle di Santa Maria delle Grazie, 22 luglio 1849) sperando che la città insorgesse, cosa che avvenne in minima parte, con una rivolta contro gli austriaci che arrestarono 250 insorti.
Gli aretini, timorosi di eventuali saccheggi e violenze, erano terrorizzati dall'arrivo dei garibaldini e si associarono agli austriaci per difendere la città. Giuseppe Garibaldi, deluso dal fallito tentativo di occupazione e timoroso dell'arrivo di un grande contingente di truppe austriache, abbandonò l'assedio e raggiunse lo Stato Pontificio.
A questo punto gli aretini inviarono a Firenze una delegazione per ricevere Leopoldo II (24 luglio 1849). Tornato il Granduca e con lui gli Austriaci, fu abolito lo Statuto Albertino (6 maggio 1852). Fu reintrodotta la pena di morte. Coloro che avevano proclamato la repubblica e assistito il Guerrazzi furono arrestati.
Dopo il '49 si tornò a un clima di mitezza che però non convinse i liberali. Le forze innovatrici sarebbero riapparse all'orizzonte anche se in forma diversa e in un clima di attesa calma e indifferente specie da parte degli Aretini. In questo periodo non si verificarono avvenimenti notevoli, ma solo fatti di ordinaria amministrazione, salvo la questione riguardante la ricerca del finanziamento per la creazione di una linea ferroviaria che potesse congiungere Arezzo con Firenze.
Nel 1859 con la partenza del granduca Leopoldo II, si ha la nomina di un governo provvisorio anche grazie al ritiro dei Lorenesi. Detto governo venne offerto a Vittorio Emanuele II, che però l'accettò solo come protettorato e a rappresentarlo fu chiamato il conte Boncompagni.
Durante la Seconda guerra d'indipendenza gli aretini parteciparono con la raccolta di fondi e con l'invio di volontari. Più segnatamente i deputati dell'Assemblea Toscana offrirono a Garibaldi, dopo il voltafaccia di Villafranca, una somma notevole per l'acquisto di un milione di fucili.
Fu costituito un corpo armato di 45 000 uomini sotto la guida del generale Fanti da cui dipendeva Garibaldi comandante delle milizie toscane.
Nel 1859 il gonfaloniere Carlo Dini invitò gli Aretini a partecipare all'acquisto di armi da donare per la difesa dell'indipendenza. Nel 1860 si giunse alla dichiarazione di annessione al Regno d'Italia mediante il plebiscito. Anche la spedizione dei Mille suscitò l'entusiasmo della popolazione aretina che contribuì in modo rilevante alla riuscita dell'impresa garibaldina, (furono inviati volontari e fu organizzata una raccolta di fondi inviati per l'impresa siciliana). In seguito a quest'impresa Garibaldi (25 gennaio 1861), fu nominato cittadino onorario di Arezzo. (Nella deliberazione presa in Arezzo in data 9 giugno 1860 dal Comitato istituito per la raccolta dei fondi per concorrere all'acquisto di un milione di fucili, si dà mandato all'avvocato Angiolo Falciai di versare le somme raccolte all'incaricato Giuseppe Dolfi “in soccorso della guerra siciliana e dell'eroico Garibaldi”).
La stessa Municipalità volle donare, unendosi in quest'occasione al comune di Genova, la somma di 500 lire all'eroe isolatosi a Caprera.

### Dal 1919 al 1944
Alla fine della prima guerra mondiale nel 1919 vennero alla luce numerosi partiti politici. L'origine del fascismo ad Arezzo ebbe luogo come si legge in una relazione curata dall'autorità di pubblica sicurezza, il capo della polizia, nel dicembre del 1920. Da quel momento in poi nella città di Arezzo e comuni limitrofi fu tutto un susseguirsi di fatti anche molto gravi tra fascisti, comunisti, socialisti, la destra conservatrice e reduci di guerra (1918-19).
Molte sezioni di partito furono devastate e date alle fiamme senza che spesse volte le forze dell'ordine potessero intervenirvi. Il 17 aprile 1921 a Foiano della Chiana una massa di contadini assalì un gruppo di fascisti uccidendone tre e ferendone molti altri gravemente.
La polizia intervenuta dopo questi tragici avvenimenti arrestò oltre 70 persone.
La calma sembrò poi ritornare ad Arezzo e provincia ma in realtà si trattava di una parentesi tra quanto era successo e le ritorsioni da parte delle sinistre. Il fatto sta che il movimento fascista era cresciuto e nelle elezioni del 15 maggio 1921 il risultato fu favorevole al blocco formato dai fascisti, ex combattenti e liberali.
Il movimento fascista si trasformò ben presto in partito (novembre 1921) con prevalenza di elementi di destra come Alfredo Frilli e Dario Lupi. Secondo quanto affermato nel primo numero del giornale “Giovinezza” del 27 novembre 1921 la provincia di Arezzo fatta la proporzione col numero degli abitanti, è tra le prime dell'Italia fascista.
Un po' alla volta sorgevano in città le prime federazioni. Una di queste aveva come segretario e fiduciario Alfredo Frilli.
In seguito poi alla marcia su Roma il partito fascista si consolidò ulteriormente anche perché il partito socialista fu soppresso in seguito alle leggi fascistissime e cessò di esistere come tutti gli altri partiti democratici e con l'effettiva instaurazione della dittatura fascista. L'ala estremista del partito fascista era rappresentata dal Frilli, mentre l'ala moderata da Dario Lupi. Il dissidio tra i due capifazione scoppiò in occasione della mancata inclusione nelle liste elettorali del 1922 di un candidato schierato con l'on. Lupi, e culminò nel febbraio 1923 con le dimissioni dal partito di Alfredo Frilli che fu esautorato da tutte le cariche. Le sue dimissioni, apparendo però strumentali, furono ritirate, e venne aperta un'inchiesta affidata a Farinacci. I risultati furono sfavorevoli al Frilli. Il segretario del Partito Nazionale Fascista Sassanelli allora formalmente lo esautorò, e nominò alto commissario, direttore della federazione aretina Pietro Bolzon.
In questo periodo si ebbe una crisi, specie nelle sezioni della provincia, caratterizzata da dimissioni in massa da parte di direttori e dallo scioglimento di fasci.
A Bolzon seguirono, nel ruolo di commissari straordinari, Ferruccio Lantini e poi Carlo Marchisio. Verso la fine di marzo del 1923 Marchisio tentò di ricostruire il direttorio del fascio aretino, ma i “frillani”, scontenti delle scelte da lui operate, minacciarono la costituzione di un fascio autonomo. Marchisio allora si vide costretto a sciogliere il fascio e a lasciare l'incarico che passò nelle mani di Michelangelo Zimolo; ma l'alto commissario della Toscana, annullò il provvedimento di scioglimento e ricompose il direttorio provinciale.
Intanto violenze e distruzione di circoli, cooperative, ecc. si susseguivano quasi giornalmente e ciò fino a quando Mussolini dette l'ordine perentorio ai prefetti di convocare i dirigenti delle federazioni provinciali per ammonirli a non consentire alcuna forma di violenze e di illegalità (4 gennaio 1925). Il vicesegretario provinciale Bonaccini poté affermare che l'ordine era stato ristabilito e il numero di iscritti nella provincia di Arezzo ammontava a 7 250.
Nonostante le dichiarazioni del prefetto la situazione specialmente nella provincia di Arezzo si manteneva effervescente, la propaganda fascista non aveva ottenuto buoni frutti né tra la massa degli operai né tanto meno tra quella dei contadini.
Le maggiori operazioni continuavano ad avvenire nella massa degli ex comunisti ed ex socialisti (Relazione questura Arezzo 1926). Finalmente le acque si erano un poco calmate e gli episodi di violenza e sopraffazione si erano quasi azzerati specie dopo l'espulsione dal partito di elementi estremisti e ciò fu in massima parte merito del federale aretino Bonaccini.
Nel 1926 vi fu una crisi della giunta comunale di Arezzo che coinvolgeva da una parte i Frillani e dall'altra il triumvirato fascista aretino. Durante tutto il 1926 si susseguirono dissidi interni di piccoli gruppi insoddisfatti, fino a quando non si crearono le commissioni interne. Nell'ottobre del 1926 sembravano appianate le controversie tra le varie sezioni e tra quelle cittadine e provinciali.
Furono create organizzazioni giovanili e si cercò in ogni modo di favorire la stampa di giornali, riviste, opuscoli inneggianti al fascismo. Gli anni che vanno dal 1927 al 1939 segnarono il definitivo trionfo della dittatura fascista ad Arezzo. Il Federale Bonaccini nel 1927 diventò segretario politico.
I contrasti interni nella federazione del capoluogo aretino si unirono spesso a quelli tra la federazione del capoluogo e delle province. Successivamente, per merito del Bonaccini e del nuovo vice segretario federale Albiani, il partito aretino si affermò sempre di più nelle varie federazioni provinciali.
Agli inizi del 1928 vi furono diversi contrasti interni dettati dalla gelosia dovuta alla priorità delle nomine tra “camicie nere” della prima ora e funzionari nominati senza alcun merito pregresso. Rimarchevole fu anche il contrasto tra il fascio di Arezzo e i fascisti del Valdarno, che ordirono un complotto per impedire la riconferma di Bonaccini a segretario federale, rivendicando una loro posizione di preminenza. A sedare la rivolta dovette intervenire la forza pubblica.
Il fascismo ormai, attraverso le varie organizzazioni, era entrato in tutti i rami della vita sociale dando origine alle cosiddette “Corporazioni”.
Furono create molte opere pubbliche come ad esempio uno stadio e numerose palestre. Un fatto notevole fu lo sciopero organizzato dal 10 al 22 febbraio 1928 da parte di 500 operai del Lanificio di Montevarchi per motivi aziendali e sindacali al quale episodio il prefetto di Arezzo non mancò di attribuirne la responsabilità 'al difettoso ed insufficiente funzionamento dello strumento sindacale corporativo'. In questo periodo riprese vigore ed entusiasmo la tradizionale “Giostra del Saracino.
Il Partito fascista per accaparrarsi il consenso delle masse oppresse dalla dittatura si occupò dello sport e del folklore ideando la festa dell'uva. Furono create colonie marine, montane e rurali.
Il 24 marzo 1929 fu indetto un plebiscito truccato per l'appoggio che il popolo dava al fascismo, e il risultato dette i seguenti dati: 6 239 i sì in provincia, 12401 sì ad Arezzo contro 510 no e 19 voti nulli. Dopo le elezioni venne nominato nuovo federale Antonio Cappelli, avvocato aretino.
Tra le varie istituzioni nelle quali penetrò profondamente la dottrina fascista si deve citare l'Accademia Petrarca, nella quale più che letterati vennero introdotti uomini politici.
Nel 1932 ad Antonio Cappelli successe Giannino Romualdi, moderato gradito da tutti, che mantenne la carica fino al 1942. Non mancarono dissidi tra i fascisti per motivi di invidia, gelosia e rancori personali.
Nel 1932 si ebbero ancora contrasti fra gruppi di diverse tendenze e fu inaugurata la nuova sede del fascio nell'antico palazzo Albergotti. L'organizzazione fascista un poco alla volta stava soffocando nella routine giornaliera e nella burocrazia; sgretolandosi lentamente, ma sempre con l'occhio vivo verso quanto avveniva nei paesi limitrofi.
Nel 1934 le elezioni ebbero nuovamente un successo truccato plebiscitario, infatti il 93% degli elettori si dichiarò favorevole al fascismo e quindi rappresentò una vittoria assoluta. All'epoca della guerra in Etiopia il consenso degli aretini arrivò anche da parte di quei gruppi che avevano un certo risentimento contro il fascismo. Le “sanzioni” cementarono ancor più la compattezza della popolazione contro i nemici affamatori (gli Alleati).
La 96º legione Francesco Petrarca composta da “camicie nere” fu accompagnata e salutata dal podestà Luigi Occhini con numerosi auguri per il favorevole esito dell'impresa in Africa orientale.
La costituzione dell'Impero incontrò il favore dei combattenti, dei reduci e registrò anche un aumento dei consensi al partito. All'epoca della guerra di Spagna riemersero i temi ideologici dominanti, poggianti sull'equazione ebraismo-bolscevismo-massoneria (Giovinezza dell'8 agosto 1938). L'ipotesi di una nuova guerra, dopo i numerosi richiami alle armi, destava allarme anche in provincia di Arezzo..

#### Il periodo bellico
Durante la non belligeranza tra i fascisti prevalse una linea di assoluta rigidezza politica, basata totalmente sugli ordini del “duce”, che si concretizzò nel ritorno a galla dei vecchi squadristi, estremisti. Tornarono per mantenere l'ordine.
Fin dall'inizio della guerra (1940) il malcontento si era diffuso in tutti gli strati sociali e ciò era dovuto al razionamento dei viveri, alla partenza di numerosi battaglioni per il fronte e al ritorno dei primi feriti, per cui si resero necessarie alcune manifestazioni di attivisti fascisti (riunioni, conferenze, ecc.).
Nel 1942 la direzione del partito in città passò dal federale Romualdi a Bruno Rao Torres senza che ci fosse alcun cambiamento nella gestione del potere. All'opposto la popolazione, di fronte alle sconfitte subite dall'esercito su ogni fronte, cominciò a non creder più ai millantati successi, rimpinguando invece le file degli antifascisti.
Nel 1943 ci furono i primi scioperi da parte degli operai e ai quali si associarono anche molti studenti e numerosi cittadini di ogni classe sociale. Il 25 luglio 1943 crollò il movimento fascista con grande gioia della popolazione aretina, che vedeva in quest'evento la fine della guerra e delle sofferenze. Dopo l'armistizio tra l'Italia e gli Alleati (8 settembre 1943) i tedeschi sentendosi traditi, invasero Arezzo e cominciarono a rastrellare i lavoratori e a internarli nei campi di lavoro in Germania.
Nel frattempo ad Arezzo il passaggio dal vecchio fascismo al nuovo (la R.S.I) avvenne senza traumi. Al posto del federale Bruno Rao Torres, diventato prefetto e capo della provincia si sostituì Bruno Leoni.
Intanto si andavano sempre più organizzando le brigate partigiane specie nell'alta Val Tiberina e nel Pratomagno, mentre dal fronte si cercava di tamponare lo sfacelo con la creazione di varie sezioni, in provincia, del centro giovanile di azione repubblicana.
Nel 1944 aumentarono a dismisura le ritorsioni dei tedeschi verso i partigiani aretini e la popolazione, con grave disagio e spargimento di sangue dall'una e dall'altra parte.
I bombardamenti da parte degli Alleati si facevano sempre più numerosi con gravi conseguenze come la distruzione della Prefettura, della Questura e dei loro archivi.
La paura aumentava sempre di più e costrinse gli abitanti a fuggire dalla città (alla fine di aprile 1944 in città si contavano appena 100 abitanti).
Il Bando di Mussolini che prometteva un ultimo appello di amnistia verso i partigiani che si fossero consegnati spontaneamente alle autorità, non ebbe effetto. I partigiani invece accesero dei fuochi su tutto l'Appennino toscano a significare che la resistenza continuava.
Il 15 luglio 1944 Arezzo fu liberata dalle truppe alleate ma le principali autorità fasciste, il Commissario federale Leoni, il capo della Provincia Melchirorri, l'ex deputato ed ex federale Bonaccini si erano allontanati dalla città per seguire i Tedeschi.
Questi, insieme a molti aretini fuggiaschi si erano rifugiati a Besozzo e alla data del 1º gennaio 1944 costituivano la “Compagnia Arezzo” con 90 uomini..
Altri fascisti in precedenza si erano raggruppati in reparti combattenti dislocati in tutta l'Italia del Nord..
A questo piccolo gruppo di estremisti, da Besozzo, l'ultimo federale Bruno Leoni chiedeva un'ennesima mobilitazione collettiva per l'arruolamento dei 250 uomini necessari per la costituzione di una brigata nera, intitolata a don Emilio Spinelli, offrendo loro la prospettiva trionfale di un ritorno ad Arezzo..

### Il dopoguerra
Dopo la Liberazione, i governi che si succedettero si adoperarono per la ricostruzione di quanto era stato distrutto o demolito. Le elezioni del 10 marzo 1946 diedero questi risultati: PSI 14 seggi, PCI 12 seggi, DC 8 seggi, Repubblicani e Partito d'Azione 15 seggi, Demolaburisti, Liberali e Qualunquisti 5 seggi.
Seguì nel 1946 il referendum per la scelta tra la Monarchia e la Repubblica. Vinse quest'ultima con un largo margine di consensi. Dopo il 1950 grande fu la ripresa della città in ogni campo. Nel 1965 venne approvato per la prima volta il piano regolatore preparato nel 1962.
Dopo il Concilio Vaticano II la diocesi di Arezzo è stata tra le molte diocesi italiane a essere coinvolte nel processo di riorganizzazione delle circoscrizioni ecclesiastiche: nel 1975 il vescovo di Arezzo è diventato anche vescovo di Sansepolcro e nel 1978 gli è stata affidata anche la diocesi di Cortona; nel 1983 è stata confermata l'unione delle tre diocesi nella persona del vescovo e il 30 settembre 1986 tutte e tre le circoscrizioni ecclesiastiche sono state soppresse per formare, attraverso la fusione dei loro territori e dei loro presbiteri, la nuova diocesi di Arezzo-Cortona-Sansepolcro.
Negli anni 2010 si è notata una ripresa anche in campo demografico, infatti la popolazione nel 2010 contava 100 000 abitanti. Negli ultimi tempi è stata curata molto la circolazione stradale con la costruzione di arterie in tutte le valli intorno alla città. Si sono moltiplicate le feste locali che nel campo aretino si assommavano a quelle nazionali.
Nelle elezioni amministrative del 2006 è stato eletto a sindaco Giuseppe Fanfani (Centrosinistra), nipote del senatore Amintore Fanfani.

### L'arte
Nell'età del ferro (I millennio a.C.) gli Etruschi, e specialmente gli artisti Aretini riuscirono a produrre mediante fusione, oggetti e anche statue di valore inestimabile come la “Chimera”, la “Lupa Capitolina”, “l'Arringatore” e la “Minerva Bronzea”. Nello stesso periodo la produzione fu orientata verso oggetti di uso comune. L'industria ceramica aretina fiorì nel 500 a.C. (i famosi vasi Aretini). A partire dal I secolo a.C. iniziò la produzione di ceramiche a rilievo a vernice rosso corallina.
Nel periodo romano in campo architettonico si dette impulso alla viabilità con la costruzione di strade. Si edificarono anche templi, il foro e l'acquedotto.
In epoca medievale l'architettura seguì le orme di quella romana nella costruzione di archi, di opere pubbliche e di quanto altro. In quest'epoca e periodi successivi, si ebbe una produzione artistica notevole.
Rivolte, lotte interne, guerre, invasioni permettendo, si procedette alla ricostruzione dei guasti operati dai “barbari” e nel contempo alla edificazione di nuove opere non solo civili ma anche e soprattutto religiose, orientandosi non più verso lo stile romanico quanto verso quello gotico. Fra gli edifici costruiti si citano il Palazzetto della fraternità dei Laici, la chiesa di Santa Maria della Pieve (all'interno un polittico di Pietro Lorenzetti), il Palazzetto della Zecca (resti), il Palazzo Camaiani, il Palazzo Pretorio, il Palazzo del Popolo con monumento al Petrarca (la casa del Poeta, la Fortezza Medicea), il Duomo con all'interno: l'altar maggiore, i sepolcri di Gregorio X, del vescovo Tarlati, l'affresco della Maddalena di Piero della Francesca e la cappella della Madonna del Conforto, terrecotte di Andrea e Giovanni della Robbia, il Palazzo Vescovile, la chiesa di San Domenico contenente il Crocifisso di Cimabue, la casa del Vasari, la chiesa della Santissima Annunziata, la chiesa di Badia, la basilica di San Francesco con opere di Piero della Francesca, la chiesa di Santa Maria delle Grazie.

### I personaggi
Tra i cittadini più famosi di Arezzo si ricordano:
- Mecenate I secolo a.C. protettore in epoca romana degli artisti.
- Guido d'Arezzo (990-1050) ebbe il grande merito di aver fissato il sistema di indicazione approssimativo dei neumi (segni dell'antica notazione del canto gregoriano per indicare le varie tonalità del canto).
- Margaritone d'Arezzo, pittore (1216-1290).
- Guittone d'Arezzo (1235-1294), poeta e prosatore.
- Francesco Petrarca (1300-1374), poeta, scrittore, diplomatico.
- Spinello Aretino (1350-1460), pittore e grande affreschista.
- Pietro Aretino (1492-1556), poeta satirico.
- Giorgio Vasari (1511-1574), architetto, pittore, scrittore.
- Francesco Redi (1626-1698), medico, scienziato e poeta.
- Vittorio Fossombroni (1754-1854), uomo di Stato, matematico, sovrintendente idraulico per la canalizzazione nella bonifica della Maremma, Senatore dell'Impero sotto Napoleone.
- Amintore Fanfani (1908-1999), economista, scrittore, professore di storia economica, ricercatore e scrittore, deputato e ministro dell'agricoltura, Presidente del Consiglio (1960-1963) (1982-1983)

### Economia, commercio e industrie
Si presume che fin dalla Preistoria gli Aretini si dedicassero all'agricoltura e all'allevamento del bestiame come si evince dal materiale trovato durante gli scavi. Naturalmente l'agricoltura non è stata mai abbandonata fino ai giorni nostri e così l'allevamento del bestiame e il relativo commercio.
Una miniera di rame fornì nell'età eneolitica il materiale per fabbricare oggetti di uso comune e anche armi come lance, spade, corazze, elmi, ecc. L'argilla che veniva utilizzata fin dall'epoca degli Etruschi ha costituito la base per la costruzione dei primi edifici essendo il materiale più a portata di mano e più facile da maneggiare.
Considerando che molti agricoltori erano quasi sempre pure pastori si può capire come gli operatori “lanaioli” abbiano potuto sviluppare l'arte della lana, nel qual campo questi erano e sono tutt'oggi ottimi imprenditori. Questa quindi ha costituito un'affermata attività tessile che ha dato incremento per lungo tempo a lanifici e a tintorie.
Per le prime costruzioni di edifici pubblici e privati il primo materiale fu il mattone per cui molte erano le fornaci di laterizi. Verso il 1200 sorsero rinomate concerie del pellame. Come in altre città della Toscana, nel Medioevo, si impiantarono vetrerie atte a fabbricare non solo utensili, bensì a maiolicare le terrecotte, a produrre vetri per uso domestico e le vetrate delle chiese.
Nell'Evo moderno dopo la scoperta di cave di pietra bigia e di pietra serena si abbandonò, ma non del tutto, l'uso del mattone. Dato poi l'ampliamento della rete ferroviaria (1882) sorsero fabbriche per la costruzione del materiale rotabile. Dopo l'ultimo conflitto mondiale (1946) si ha la creazione e lo sviluppo di industrie chimiche e metalmeccaniche particolarmente necessarie per la ricostruzione dell'ultimo dopoguerra.
Nel XX secolo hanno avuto un notevole incremento anche le imprese commerciali come le industrie delle confezioni, le vetrerie, le fabbriche di cappelli, ecc. dato che l'artigianato non ha mai cessato di esistere fin dall'epoca preistorica.
A tutte queste attività si affiancarono l'oreficeria e la bigiotteria, il settore vestiario e quello dell'abbigliamento, calzaturiero e dell'arredamento.

## Bibliografia

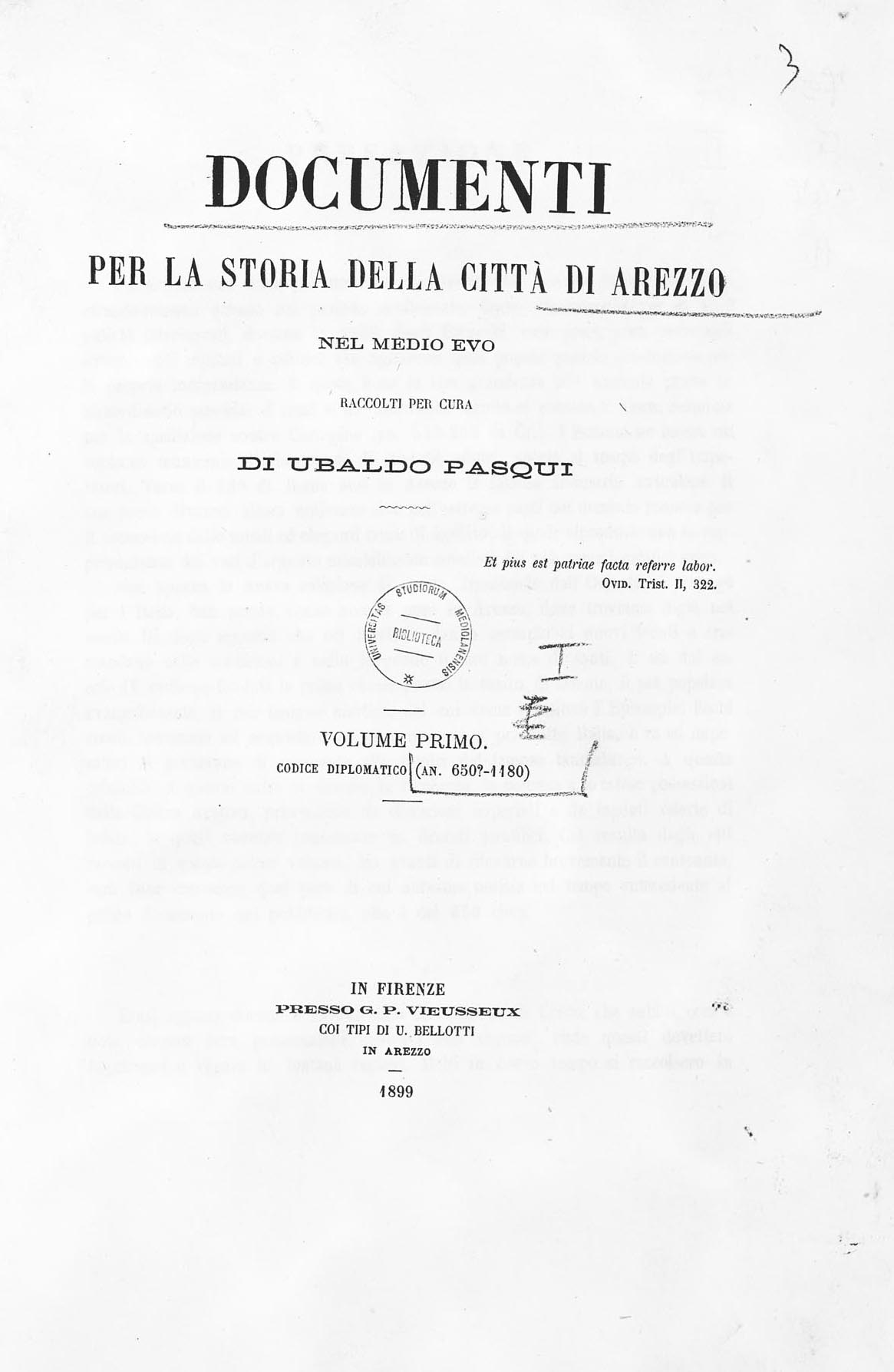
Ubaldo Pasqui, Documenti per la storia della città di Arezzo nel medio evo, 1899